# 朝井影長
朝井 影長（あさい かげなが、貞享元年11月16日（1684年12月22日） - 明和5年11月7日（1768年12月15日））は尊孝法親王の坊官、勧修寺門跡の坊官。姓は藤原朝臣。家紋は丸に三つ引き。

丸に三つ引

## 経歴
近江国郷士の淺井傅兵衛清貞の子として貞享元年（1684年）11月16日に誕生。初名を新七郎影長。元禄13年（1700年）奥田新七と改名。又姓を朝井と改める（事実上朝井家初代当主となる）。正徳元年（1711年）10月、東山天皇の中宮承秋門院幸子女王に奉仕。宝暦4年（1754年）12月14日勧修寺の尊孝法親王の坊官となる。同月16日得度し名号有壽となり、26日法橋に叙せられ、同12年（1762年）5月15日法眼に進み、治部卿と称す。明和5年（1768年）11月7日、85歳で卒去。

## 系譜
- 朝井景福（従五位上、修理権亮、土佐守、諸大夫）
- 朝井景命（従五位下、陸奥守、諸大夫）
- 朝井景逸（従五位下、陸奥守、諸大夫）